# Jacques Deray
Jacques Deray, născut Jacques Desrayaud, (n. 19 februarie 1929, Lyon, Rhône⁠(d), Franța – d. 9 august 2003, Boulogne-Billancourt, Franța) a fost un regizor de film francez. Specializat în filme polițiste, a cunoscut perioada sa de glorie în anii 1970, regizând producții cu Alain Delon și Jean-Paul Belmondo.

## Biografie
Jacques Deray și-a început cariera ca actor, interpretând roluri mici în filme. În 1953, a devenit asistent de regie, lucrând alături de Gilles Grangier, Luis Buñuel și Jules Dassin. A debutat ca regizor în 1960 cu Le Gigolo, un drama psihologică avându-i în distribuție pe Alida Valli și Jean-Claude Brialy.
Cel de-al doilea film al său, Rififi à Tokyo (1963), un film polițist turnat integral în Japonia, a fost bine primit de critică, dar nu a cunoscut un succes comercial semnificativ. Cu toate acestea, Deray și-a confirmat talentul de tehnician al regiei pentru filme de gen, în special polițiste.
Abia în 1969, odată cu succesul filmului Piscina, Jacques Deray a fost recunoscut ca un cineast de prim rang, devenind un regizor popular. Acest film a marcat începutul colaborărilor sale îndelungate cu actorul Alain Delon și scenaristul Jean-Claude Carrière.
Piscina este o dramă psihologică⁠(d) sumbră, în care Delon interpretează un scriitor mediocru. În distribuție se regăsesc, de asemenea, Romy Schneider, Maurice Ronet și Jane Birkin. Aproape 40 de ani mai târziu, filmul a avut un remake de Luca Guadagnino.
Filmul următor regizat de Jacques Deray, Borsalino, este produs de Alain Delon și îi reunește pe Delon și Jean-Paul Belmondo, cei mai populari actori francezi ai epocii. Destul de violent pentru standardele cinematografiei franceze de atunci, Borsalino oferă o evocare a lumii interlope din Marsilia anilor 1930.
Inspirat din cartea Bandits à Marseille de Eugène Saccomano, filmul a fost cel mai mare succes popular al lui Deray, atât în Franța, cât și pe plan internațional. În Statele Unite, Borsalino a fost nominalizat la Globul de Aur pentru cel mai bun film străin.
Jacques Deray abordează o direcție mai intimă cu Un peu de soleil dans l'eau froide, o adaptare a unui roman de Françoise Sagan, avându-i în rolurile principale pe Claudine Auger și Marc Porel. În distribuție apare și Gérard Depardieu, aflat atunci aproape la începutul carierei.
Doucement les basses este una dintre puținele comedii din filmografia sa. Filmul, avându-l din nou pe Alain Delon în rol principal, tratează într-o manieră indirectă tema celibatului preoților. Întâmpinat cu critici mediocre, Doucement les basses nu a reușit să se impună, având un succes modest, în ciuda prezenței lui Delon.
Deray revine la filmul polițist cu Un homme est mort, un lungmetraj turnat integral în Statele Unite. Jean-Louis Trintignant interpretează un asasin plătit urmărit de un coleg. De asemenea, semnează o continuare a filmului Borsalino, intitulată Borsalino and Co., în care doar Delon apare. Filmul nu are același impact ca predecesorul său. Printre alte filme notabile ale acestei perioade se numără Povestea unui polițist, care relatează urmărirea gangsterului Émile Buisson de către polițistul Roger Borniche, și Un fluture pe umăr, un film polițist de inspirație kafkiană, avându-l în rol principal pe Lino Ventura.
La începutul anilor 1980, Deray îl regăsește pe Delon și cunoaște un mare succes popular semnând Trei oameni periculoși (în franceză Trois hommes à abattre), o adaptare a unui roman noir de Jean-Patrick Manchette. În ciuda unor critici moderate, obține un succes și mai mare cu Le Marginal, avându-l de această dată pe Jean-Paul Belmondo în rol principal. Deray regizează și On ne meurt que deux fois, un film noir inspirat dintr-un roman de Robin Cook, în care Michel Serrault și Charlotte Rampling împart rolurile principale. Deși a fost nominalizat de opt ori, filmul nu a câștigat niciun premiu César, dar a obținut premiul juriului la Festivalul Mondial de Film de la Montreal.
Belmondo și Deray colaborează pentru a patra și ultima oară la Singuraticul, însă de această dată succesul este sub așteptări. Deray se îndepărtează de genul său de predilecție, filmul polițist, realizând drama sentimentală Maladie d'amour și drama psihologică Les Bois noirs. Cu Netchaïev est de retour, o adaptare a unui roman de Jorge Semprún, Deray revine la tonul thrillerului politic tipic anilor 1970. Netchaïev est de retour marchează prima colaborare dintre Deray și Yves Montand, fiind totodată penultimul film al acestuia.

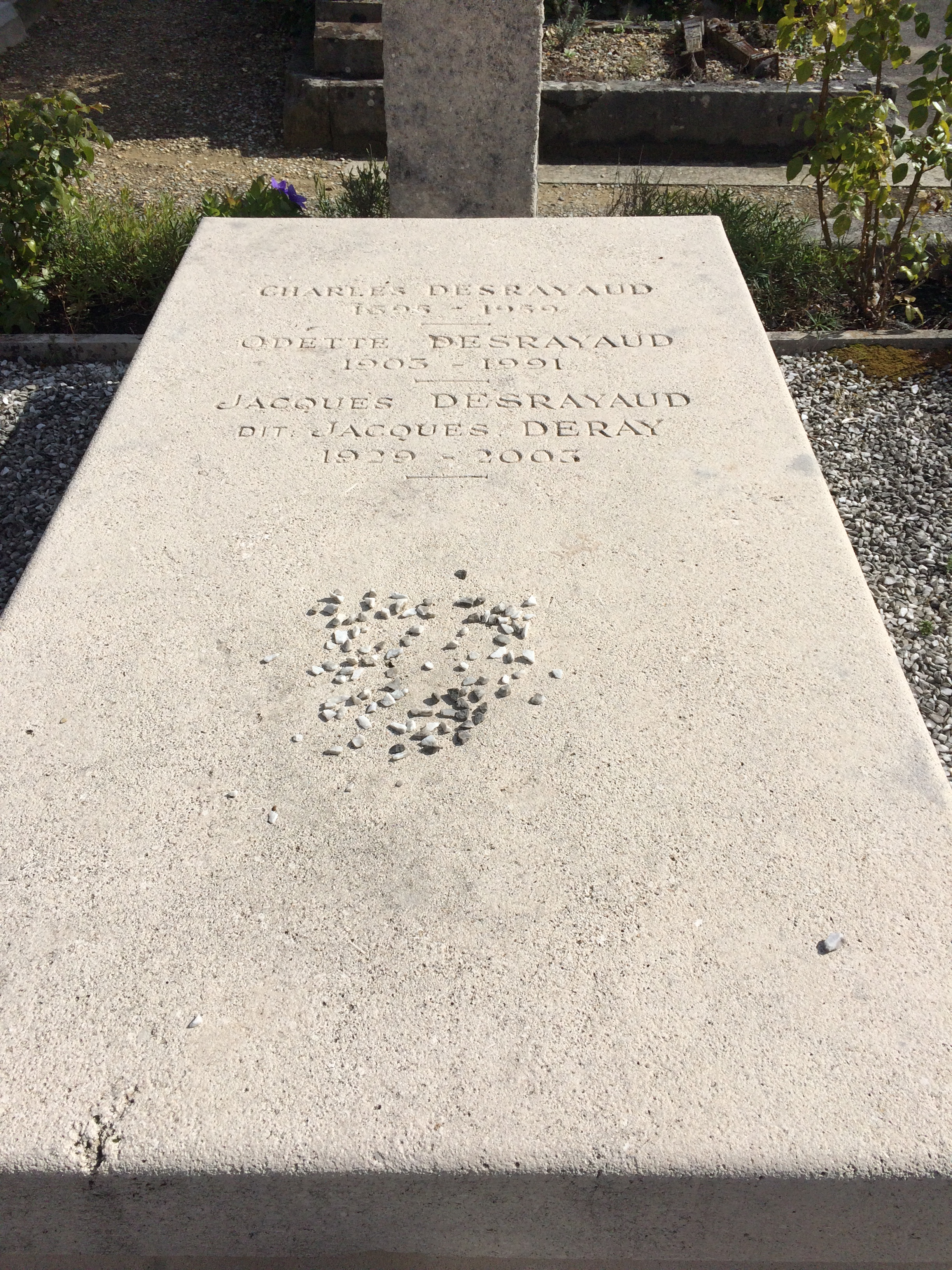
Mormântul lui Jacques Deray în cimitirul din Garches.

Cineast discret, sfârșitul carierei sale va fi considerat dezamăgitor de critici, iar ultimul său film, L'Ours en peluche, deși inspirat dintr-o carte de Georges Simenon, este primit foarte prost. Deray se dedică apoi exclusiv televiziunii.
În 1981 a fost președintele juriului la cea de-a 34-a ediție a Festivalului de la Cannes.
În 1998 a fost președintele juriului la Festivalul de film rus de la Honfleur.
Jacques Deray a fost căsătorit din 12 iunie 1998 cu actrița, producătoarea și fosta consilieră a CSA, Agnès Vincent Deray. Mai devreme în viață, a avut o fiică, Laurence. Suferind de cancer pancreatic de mai multe luni, a murit pe 9 august 2003. A fost înmormântat în cimitirul din Garches.

## Premiul Jacques-Deray
Creat în 2005 în memoria lui Jacques Deray, care a fost vicepreședinte al Institutului Lumière până la dispariția sa, Premiul Jacques-Deray recompensează cel mai bun film polițist francez al anului sau un cineast remarcabil în acest gen. Printre primii laureați se numără 36, quai des Orfèvres de Olivier Marchal, De battre mon cœur s'est arrêté de Jacques Audiard, Ne le dis à personne de Guillaume Canet, Le Deuxième Souffle de Alain Corneau și Polisse de Maïwenn (2012).

## Filmografie selectivă

### Regizor
- 1960 Le Gigolo
- 1963 Rififi à Tokyo
- 1963 Symphonie pour un massacre
- 1965 Par un beau matin d'été
- 1966 Avec la peau des autres
- 1966 L'Homme de Marrakech
- 1969 Piscina (La Piscine)
- 1970 Borsalino
- 1971 Doucement les basses
- 1971 Un peu de soleil dans l'eau froide
- 1972 Un homme est mort
- 1974 Borsalino and Co.
- 1975 Povestea unui polițist (Flic Story)
- 1977 Le Gang
- 1978 Un fluture pe umăr (Un papillon sur l'épaule)
- 1980 Trei oameni periculoși (Trois Hommes à abattre)
- 1982 Les Secrets de la princesse de Cadignan (film TV)
- 1983 Le Marginal
- 1983 Credo (film TV)
- 1985 On ne meurt que deux fois
- 1987 Le Solitaire
- 1987 Maladie d'amour
- 1989 Les Bois noirs
- 1991 Contre l'oubli (film colectiv)
- 1991 Netchaïev est de retour
- 1993 Un crime
- 1994 3000 Scénarios contre un virus (segmentul „Arnaud et ses copains”)
- 1994 L'Ours en peluche
- 1998 Clarissa (film TV)
- 2000 On n'a qu'une vie (film TV)
- 2001 Lettre d'une inconnue (film TV)